# Matt Lanter
Matt Lanter, właśc. Matthew Mackendree Lanter (ur. 1 kwietnia 1983 w Ohio) – amerykański aktor i model.

## Życiorys

### Wczesne lata
Urodził się w Massillon, w północno-wschodnim Ohio jako syn Jany Burson i Josepha Hayesa Lantera. Jego rodzina miała korzenie polskie, angielskie, austriackie, niemieckie, szkockie, irlandzkie i żydowskie. Wychowywał się z siostrą Karą Day. Kiedy miał osiem lat, wraz z rodziną przeniósł się do Atlanty w stanie Georgia. Jego rodzice rozwiedli się, gdy uczęszczał do liceum. W 2001 ukończył Collins Hill High School w hrabstwie Gwinnett, w pobliżu Suwanee. W młodości spędzał dużo czasu na uprawianiu sportów, w tym baseballu, piłki nożnej i golfa. Przez dwa sezony był na pozycji batboya w Atlanta Braves. Studiował na wydziale biznesu sportowego na Uniwersytecie Georgii.

### Kariera
Po przeprowadzce do Los Angeles, zwrócił na siebie uwagę jako uczestnik reality show Manhunt: The Search for America’s Most Gorgeous Male Model (2004). Zadebiutował na dużym ekranie niewielką rolą nosiciela kijów golfowych Bobby’ego Jonesa w biograficznym filmie o golfie Bobby Jones – Zamach geniusza (2004). Z powodzeniem wziął udział w przesłuchaniu do roli Nicka w serialu dla nastolatków  amerykańskiej sieci telewizyjnej Fox – Miasteczko Point Pleasant (2005).

## Życie prywatne
W 2009 związał się z Angelą Stacy, z którą się ożenił 14 czerwca 2013. Mają córkę.
Lanter wyznaje wiarę w Jezusa i Biblię, ale uważa słowo „religia” za dziwne i ograniczające.

## Filmografia

### Filmy
- 2004: Bobby Jones – Zamach geniusza jako nosiciel kijów golfowych Bobby’ego Jonesa
- 2008: Totalny kataklizm (Disaster Movie) jako Will
- 2008: Gwiezdne wojny: Wojny klonów (Star Wars: The Clone Wars) jako Anakin Skywalker (głos)
- 2008: Na ostrzu: Goniąc marzenia (The Cutting Edge 3: Chasing the Dream) jako Zack Conroy
- 2009: Ty będziesz następna (Sorority Row) jako Kyle
- 2010: Wampiry i świry (Vampires Suck) jako Edward Sullen
- 2011: Współlokatorka (The Roommate) jako Jason Tanner
- 2012: Dzwoneczek i sekret magicznych skrzydeł jako Sled (głos)
- 2015: Gwiezdne wojny: Przebudzenie Mocy – głosy

### Seriale
- 2005: 8 prostych zasad (8 Simple Rules) jako Brendon
- 2005: Miasteczko Point Pleasant (Point Pleasant) jako Nick
- 2005–2006: Pani prezydent (Commander in Chief) jako Horace Calloway
- 2006: Trzy na jednego (Big Love) jako Gibson
- 2006: Herosi (Heroes) jako Brody Mitchum
- 2006: Shark jako Eddie Linden
- 2007: CSI: Kryminalne zagadki Las Vegas jako Ryan Lansco
- 2007: Detektyw Monk (Monk) jako Clay Bridges
- 2007: Chirurdzy (Grey’s Anatomy) jako Adam Singer
- 2008: Powrót do życia (Life) jako Patrick Bridger
- 2008: The Oaks jako Mike
- 2008–2014, 2020: Gwiezdne wojny: Wojny klonów (Star Wars: The Clone Wars) jako Anakin Skywalker (głos)
- 2009–2013: 90210 jako Liam Court
- 2012: Scooby Doo i Brygada Detektywów jako Baylor Hotner (głos)
- 2012–2017: Mega Spider-Man jako Harry Osborn / Patriota, Flash Thompson / Agent Venom / Scarlet Spider, Jad, Klaw, Antyjad (głos)
- 2014: Przeznaczeni (Star-Crossed) jako Roman
- 2015: Astronaut Wives Club jako Ed White
- 2015: CSI: Cyber jako Tristan Jenkins
- 2016: Star Wars: Rebelianci jako Anakin Skywalker (głos)
- 2016–2018: Poza czasem jako Wyatt Logan
- 2019: Avengers: Zjednoczeni jako Zimowy Żołnierz (głos)
- 2019: The Mandalorian jako Lant Davan